# برونو رودريغوس (لاعب كرة قدم)
برونو رودريغوس هو لاعب كرة قدم برتغالي، ولد في 3 أكتوبر 1996.

## وصلات خارجية
- برونو رودريغوس (لاعب كرة قدم) على موقع قاعدة بيانات كرة القدم.إي يو (الإنجليزية)
- برونو رودريغوس (لاعب كرة قدم) على موقع Soccerway.com (الإنجليزية)
- برونو رودريغوس (لاعب كرة قدم) على موقع عالم كرة القدم.نت (الإنجليزية)